# (24748) Nernst
(24748) Nernst – planetoida z pasa głównego asteroid okrążająca Słońce w ciągu 5 lat i 72 dni w średniej odległości 3 j.a. Została odkryta 26 września 1992 roku w Karl Schwarzschild Observatory w Tautenburgu przez Freimuta Börngena i Lutza Schmadela. Nazwa planetoidy pochodzi od Walthera Nernsta (1864-1941), niemieckiego chemika, laureata nagrody Nobla w dziedzinie chemii. Została zaproponowana przez Freimuta Börngena. Przed nadaniem nazwy planetoida nosiła oznaczenie tymczasowe (24748) 1992 ST13.